# ゆべしス
ゆべしス (JUVESIS) は、松田晋二と箭内道彦による日本のアート・ユニット。
「メロディからの言葉の解放、言葉からのメロディの解放」を一貫して掲げ、「REALTIME HOLIC」常に「今」だけを、音階の隙間に宿る無限を使って表現し続けている、「ドラマー」と「クリエイティブディレクター」という稀有な組合せによる。

## 概要
2003年 タワーレコード「NO MUSIC, NO LIFE.」下北沢での撮影  で出会った同郷の二人により、2008年 渋谷PARCOに期間限定で開店した「風とロックBAR」   にて結成された。
「ゆべし」は福島県の銘菓の名。プロデューサーは高橋優。

## メンバー
- 松田晋二（まつだ　しんじ）
- 箭内道彦（やない　みちひこ）

## リリース作品
- mini album「I’m リアルタイム中毒」（2009年）
- 歌詩集「realtime holic. realtime lylic.」（2022年）

## ライブ
| 開催年 | タイトル                                                                            |
| ------ | ----------------------------------------------------------------------------------- |
| 2010   | 東京の街が祭りに見えたんだ                                                          |
| 2013   | あの日 〜僕らの鼓動を確かめる〜                                                     |
| 2017   | 映る、涙の鏡に胸の声                                                                |
| 2017   | 尖りすぎた善と悪のすき間から                                                        |
| 2018   | 嘘に隠した真実と、真に潜んだ偽りと。                                                |
| 2019   | 何を縫ふ。無自覚の針と矛盾の絲                                                      |
| 2020   | 廃れてしまった言葉達が、今夜、息吹を灯すまで                                        |
| 2021   | 会いたい気持ちが空を越えて。繋がる想いが夜を染めて。君と君を分断してゆくこの世界 で |
| 2022   | 疾しい 心暴かれて 止まぬ正義に叩かれて 自由の灯り、消されても                       |
| 2022   | 見えぬ恐怖に踊らされ 拙い悦に惑わされ 憎しみの雨、注いでも                          |